# Бренна
Бренна (італ. Brenna) — муніципалітет в Італії, у регіоні Ломбардія, провінція Комо.
Бренна розташована на відстані близько 510 км на північний захід від Рима, 32 км на північ від Мілана, 11 км на південний схід від Комо.
Населення — 2120 осіб (2014).
Щорічний фестиваль відбувається 7 серпня. Покровитель — San Gaetano di Thiene.

## Демографія
Населення за роками:

Станом на 1 січня 2023 року в муніципалітеті офіційно проживало 46 іноземців з 12 країн, серед них 24 громадяни країн Євросоюзу та 5 громадян України.

## Сусідні муніципалітети
- Альцате-Бріанца
- Канту
- Каруго
- Інвериго
- Маріано-Коменсе